# Wilmer Azofeifa
Wílmer Jesús Azofeifa Valverde (Pococí, 4 de junio de 1994) es un futbolista costarricense. Juega como centrocampista y su equipo actual es el Asociación Deportiva San Carlos de la Primera División de Costa Rica.

## Trayectoria
Wilmer Azofeifa es formado en la cantera de Cariari Pococí, y debutó en el primer equipo el 16 de enero de 2011, fecha correspondiente a la segunda jornada del Torneo de Clausura de Segunda División frente a Uruguay de Coronado. En esa oportunidad, el marcador terminó en derrota con cifras de goleada 4-0. El centrocampista marcó el primer gol de su carrera el 5 de febrero sobre Desamparados, para la victoria 2-1.
El jugador permaneció vinculado al equipo hasta finales de 2014, donde compartió acción tanto en el equipo de fuerzas básicas como en la escuadra absoluta.
Posteriormente, en el 2019 tuvo su primera oferta internacional vinculándose con el club Sarpsborg 08 de la primera división de Noruega.

## Selección nacional
Azofeifa fue convocado por el técnico Óscar Ramírez para los juegos amistosos del mes de marzo del 2018 ante Escocia y Túnez de preparación para la Copa Mundial de Fútbol de Rusia 2018.
Debuta con la selección nacional de Fútbol de Costa Rica el 23 de marzo de 2018, en un partido amistoso en Glasgow, Escocia, contra la Selección Nacional de Fútbol de Escocia, como preparación para el Campeonato Mundial de Fútbol, Rusia 2018. También jugó ante la Selección de fútbol de Túnez en Niza, Francia, el 27 de marzo de 2018.
Azofeifa volvió a ser llamado por el director técnico interino de la selección nacional, Rónald Gónzález, el 28 de agosto de 2018 para los amistosos internacionales de la tricolor del mes de septiembre ante Japón el 7 de septiembre del 2018 y ante Corea del Sur el 11 de septiembre.

## Clubes
| Club                            | País       | Año           |
| ------------------------------- | ---------- | ------------- |
| Cariari Pococí                  | Costa Rica | 2011-2014     |
| Santos de Guápiles              | Costa Rica | 2014-2018     |
| Pachuca (a préstamo)            | México     | 2016          |
| Sarpsborg 08                    | Noruega    | 2019-2020     |
| Aalesunds FK (a préstamo)       | Noruega    | 2019          |
| Asociación Deportiva San Carlos | Costa Rica | 2020-presente |